# لنس گاروین
لنس گاروین (انگلیسی: Lance Garvin؛) موسیقی‌دان اهل ایالات متحده آمریکا است. وی از سال ۱۹۸۹ میلادی تاکنون مشغول فعالیت بوده است.